# 博日·米哈伊
博日·米哈伊（匈牙利語：Bozsi Mihály，1911年3月2日—1984年5月5日），匈牙利前男子水球运动员。他曾代表匈牙利国家队参加1936年夏季奥林匹克运动会水球比赛，获得一枚金牌。